# El prisionero de las montañas
El prisionero de las montañas (en ruso: Кавказский пленник, Kavkazskiy plennik; literalmente «El prisionero del Cáucaso») es una coproducción rusa y kazaja de 1996 escrita y dirigida por Sergei Vladimirovich Bodrov. La película es una adaptación moderna del relato El prisionero del Cáucaso, de Lev Tolstói.
La película muestra los puntos de vista en conflicto entre la cultura tradicional de Chechenia y su centenario conflicto con Rusia a través del hábil uso de la banda sonora, el vestuario y las armas. El enfrentamiento personal entre dos soldados rusos y sus captores chechenos es el tema principal de la película, que fue rodada en las montañas de Daguestán (en su mayoría en el aul de Ritcha, cuyos habitantes son mencionados en los créditos de la película, y en Derbent), a poca distancia de la entonces en curso Primera Guerra de Chechenia.
El prisionero de las montañas fue galardonado con un Globo de Cristal en el Festival de Cine de Karlovy Vary en 1996 y el mismo año fue nominado al Óscar a la mejor película en lengua no inglesa y a un Globo de Oro en la misma categoría. También ganó el premio de la Audiencia del Festival de Cannes en 1997 y fue proyectada en el Festival de Cine de Sundance de ese mismo año.

## Argumento
Durante la Primera Guerra Chechena, un grupo de soldados rusos sufre una emboscada por rebeldes en las montañas de Chechenia y los dos supervivientes son hechos prisioneros por el anciano Abdul Murat, que quiere intercambiarlos por su hijo, en manos de los rusos. Los dos presos hacen frente a la situación de maneras muy diferentes: el tosco sargento y cínico Sasha (Oleg Menshikov) trabaja para escapar, mientras que el joven e ingenuo Vanya (Sergei Bodrov, Jr.) trata de hacer amistad con sus captores y se enamora de la chechena Dina, la hija de Abdul Murat. Después de un fallido intento de fuga, las diferentes personalidades de los dos prisioneros determinan su destino.

## Reparto
- Oleg Menshikov - Sasha
- Sergei Bodrov, Jr. - Iván (Vanya) Zhilin
- Dzhemal Sikharulidze - Abdul-Murat
- Susanna Mekhralieva - Dina
- Aleksandr Bureev - Hasan
- Valentina Fedotova - madre de Iván
- Aleksei Zharkov - Maslov

## Premios
- Premios del Cine Europeo - Mejor actuación individual
- Festival de Cine de Karlovy Vary - Premio del Jurado Ecuménico
- Festival de Cine de Karlovy Vary - Globo de cristal
- Premios Nika - Mejor actor
- Premios Nika - Mejor director
- Premios Nika - Mejor película
- Premios Nika - Mejor guion

Nominaciones
- Premios Oscar - Mejor película en lengua no inglesa (Rusia)
- Globos de Oro - Mejor película en lengua no inglesa (Rusia)
- Premios Nika - Mejor fotografía
- Premios Nika - Mejor edición de sonido
- Premios Satellite - Mejor largometraje (lengua extranjera)